# Kellie Waymire
Kellie Waymire (Columbus, 27 de julho de 1967 - 13 de Novembro de 2003) foi uma atriz norte-americana.
Waymire nasceu em Columbus, Ohio.
Waymire morreu em 13 de novembro, 2003 em sua casa de aritimia cardíaca, em Los Angeles, California.